# بول تورنيي
بول تورنيي (بالإنجليزية: Paul Tournier)‏ (مواليد 12 ماي 1898 - 7 أكتوبر 1986) هو طبيب وكاتب سويسري، نال شهرة في جميع أنحاء العالم لعمله على المشورة الرعوية (pastoral counseling). كان لأفكاره تأثير بالغ على جوانب رعاية المرضى الروحانية والنفسية الاجتماعية الروتينية، وقد وصف بالطبيب المسيحي الأكثر شهرة في القرن العشرين.